# Azad Firuz
Azad Firuz fou un governador sassànida de Bahrayn en temps de Còsroes I (531-579) o Còsroes II (590-628) segons les fonts. Se l'esmenta també com Azad Feruz, Azād Afrūz, Dād Ferūz i Fīrūz entre d'altres, i al forma original segurament era Azad Peroz, quedant arabitzat com Azad Firuz i les altres variants. Els àrabs li van donar el malnom de Mukabir (el mutilador) perquè tallava les mans i peus dels condemnats. Era fill de Goshnasp. Segons la tradició una caravana amb regals enviats pel governador sassànida del Iemen Vahrez a Còsroes II fou atacada en territori dels Banu Yarbu, tribu tamimita. El rei va ordenar al seu governador a la província de Bahrayn, Azad Firuz, castigar aquesta tribu; va convidar els Banu Tamim a Hadjar, al castell de Moshakkar, on va matar tots els que hi van anar excepte els nois que foren enviats captius a Ishtakhr. Aquestos fets probablement van passar entre el 590 i el 610, ja que Azad Firuz va viure fins al temps del califat d'Umar i es va convertir a l'islam.